# 1 Czechosłowacka Brygada Pancerna
1 Czechosłowacka Brygada Pancerna (cz. Československá samostatná obrněná brigáda, ang. 1st Czechoslovak Armoured Brigade) – czechosłowacka jednostka wojskowa walcząca u boku aliantów zachodnich podczas II wojny światowej.
Brygada została utworzona 1 września 1943 roku w Wielkiej Brytanii na bazie dotychczas istniejącej 1 Brygady Piechoty. Na jej czele stanął gen. Alois Liška, a jego zastępcą został płk Karel Klapálek. Do lata 1944 roku prowadziła intensywne szkolenie bojowe, kiedy została przeznaczona do lądowania we francuskiej Normandii. Liczyła wówczas ok. 4 tys. ludzi. Po dotarciu w rejon Falaise przeszła do odwodu kanadyjskiej 1 Armii.
Na początku października skierowano ją pod Dunkierkę, gdzie bronił się niemiecki garnizon (226 pułk piechoty ze składu 79 DP oraz marynarze Kriegsmarine) pod dowództwem kontradmirała Friedricha Frisiusa. 8-9 października Brygada zmieniła w oblężeniu brytyjską 51 DP. 28 października podjęła nieudaną próbę zaatakowania niemieckich pozycji. Od listopada podlegała brytyjskiej 21 Grupie Armii. Do końca wojny prowadziła wraz z wojskami brytyjskimi i kanadyjskimi oblężenie Dunkierki. Polegało ono na wysyłaniu patroli i okresowych silnych rekonesansach z obu stron oraz ostrzale artyleryjskim miasta i portu. W międzyczasie przydzielono do Brygady francuskie oddziały pochodzące z FFI; od 15 października 1944 roku był to 110 pułk piechoty, a od 24 stycznia 1945 roku – 51 pułk piechoty. 
Wiosną 1945 roku liczebność Brygady wzrosła do ok. 5,9 tys. żołnierzy (doszli Czesi z Francji i służący dotąd w Wehrmachcie). 9 maja przed Brygadą skapitulowało ok. 15,5 tys. Niemców z Dunkierki; zdobyto też duże ilości sprzętu i wyposażenia wojennego, w tym 3 miniaturowe okręty podwodne. Następnie jednostka została przetransportowana do Czechosłowacji, gdzie brała udział w paradach zwycięstwa w Pradze i Pilźnie.
Brygada była uzbrojona w amerykańskie czołgi lekkie Stuart M5A1 i angielskie czołgi średnie Mk VIII Cromwell. Miała też kilka czołgów M4 Sherman Firefly i Mk VIII Challenger.

## Skład organizacyjny
Wrzesień 1944 r.
- 1 Czechosłowacki batalion czołgów
- 2 Czechosłowacki batalion czołgów
- 1 Czechosłowacki zmotoryzowany batalion piechoty (dwie kompanie)
- pułk artylerii (dwa dywizjony)
- batalion przeciwpancerny
- batalion rozpoznawczy

Maj 1945 r.
- 1 Czechosłowacki batalion czołgów
- 2 Czechosłowacki batalion czołgów
- 3 Czechosłowacki batalion czołgów
- 1 Czechosłowacki zmotoryzowany batalion piechoty (trzy kompanie)
- pułk artylerii (trzy dywizjony)
- batalion przeciwpancerny
- batalion rozpoznawczy